# Balmazújváros
Balmazújváros je mesto na Madžarskem, ki upravno spada pod podregijo Balmazújvárosi Županije Hajdú-Bihar.